# Kurhan Królewski

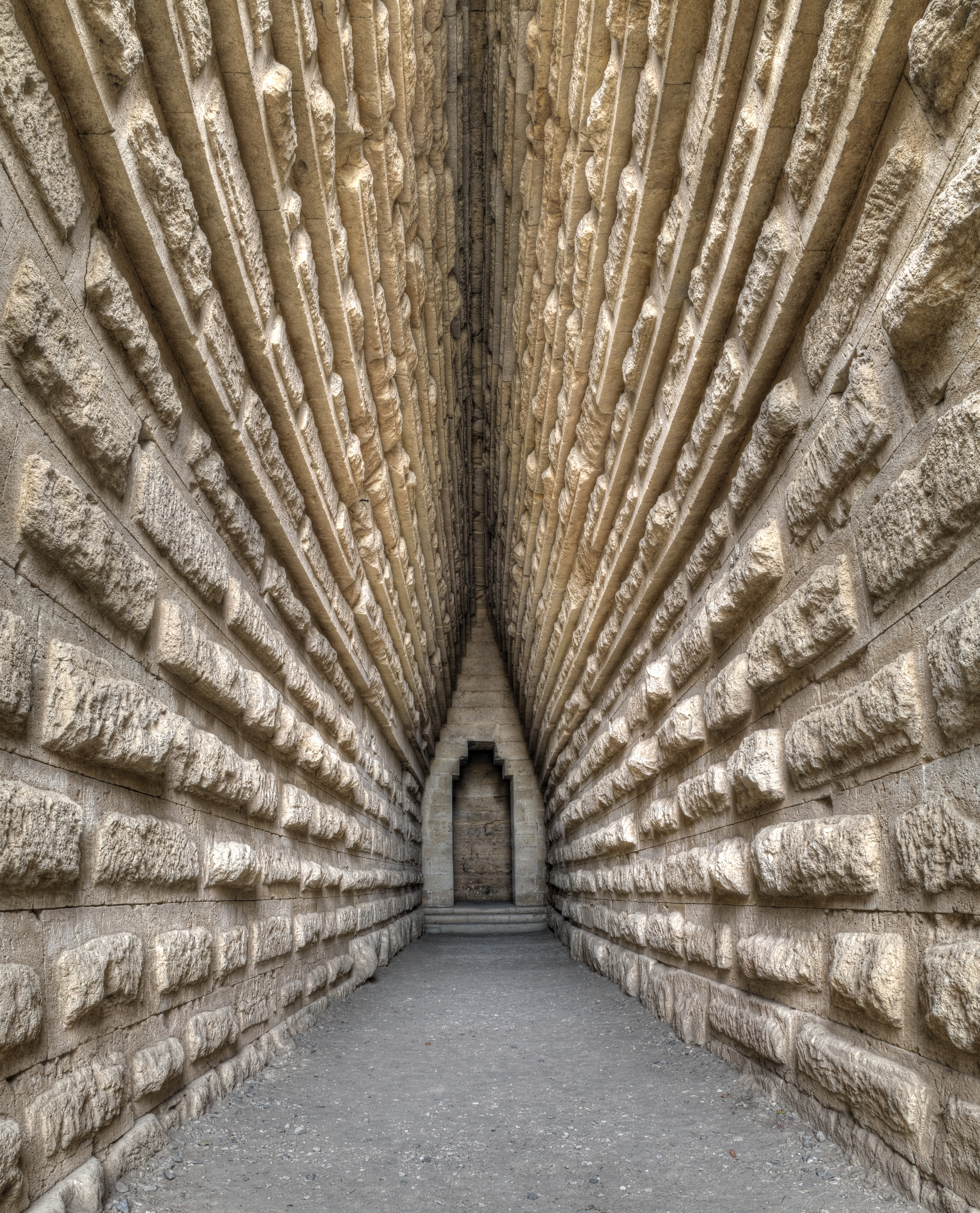
Kurhan Królewski, sklepienie pozorne korytarza (2013)

Kurhan Królewski (ukr. Царський курган) – jeden z kurhanów nekropoli Pantikapajonu, położony około 5 km od centrum współczesnego Kerczu. Należał zapewne do władcy bosporskiego z IV wieku p.n.e. Przypuszcza się, że władcą tym mógł być Leukon I.
Do czasu podjęcia wykopalisk jego wysokość wynosiła 18 m, a obwód – 250 m. Kurhan składa się z korytarza (dromos), komory grobowej i ziemno-kamiennego nasypu, umocnionego z zewnątrz niskim murem. Korytarz o długości 36 m i szerokości 2,8 m przykryty jest sklepieniem pozornym z nasuniętych schodkowo bloków kamiennych. Wejście do komory grobowej jest od strony południowej. Komora ma kształt zbliżony do kwadratu (rozmiary 4,39 х 4,35 m), wysokość jej wynosi 8,84 m, a przykryta jest także (jak korytarz) sklepieniem pozornym.
Prace archeologiczne w kurhanie Królewskim były prowadzone w latach 1833-1837. Grobowiec został doszczętnie ograbiony jeszcze w starożytności. Zachowały się tylko resztki drewnianego sarkofagu.
Kurhan Królewski jest jednym z najokazalszych przykładów architektury sepulkralnej Królestwa Bosporańskiego (Bosporu).